# 堀内マサキ
堀内 マサキ（ほりうち まさき、1976年4月8日- ）は、日本の男性声優、俳優。東京都出身。
本名・旧芸名は堀内真樹（読み同じ）。

## 人物
かつてはケッケコーポレーションに所属していた。
趣味は料理、舞台鑑賞。特技はサッカー。
免許・資格は普通自動車免許、英語検定2級。

## 出演作品

### テレビアニメ
2004年
- こちら葛飾区亀有公園前派出所（ヨーヨー屋）

2005年
- ジパング（憲兵、米海兵、みらい乗組員）
- 涼風（部員）

### ゲーム
2000年
- GIZOKU（南郷遼太）

2006年
- マイネリーベII〜誇りと正義と愛〜（受付係）